# Taifa de Jaén
La Taifa de Jaén fue un territorio musulmán que surgió en al-Ándalus, a raíz de la desintegración que el Califato de Córdoba venía sufriendo desde 1009 y cuyo origen fue la cora de Jaén.  

## Primeros reinos de taifas

### Control de Granada y Reino independiente
Desde 1013 fue un territorio controlado por la taifa de Granada, que tenía dos distritos: Jaén y Granada. En marzo de 1018, el califa de Córdoba Abderramán IV conquistó el distrito de Jaén y le dio el nombre de reino, sin embargo en 1019 Habús ben Maksan de Granada lo reconquistó, unificando ambos territorios e instalando su capital en Granada, en detrimento de Elvira, la antigua capital de la cora homónima.

### Control de Sevilla
En 1031 el distrito de Jaén fue sometido por Abú ul-Qásim, de la taifa de Sevilla, que la controló hasta su conquista a manos de los almorávides en 1091. Por lo tanto este reino de Jaén pertenece cronológicamente a los primeros reinos de taifas.

## Segundos reinos de taifas
Con la aparición de los segundos reinos de taifas, Jaén y su territorio alcanzó cierta independencia como taifa durante un periodo de veinte años, desde 1148 hasta 1168, bajo los sucesivos gobiernos de Abu Yafar ibn Hud Saif al-Dawla (Zafadola), descendiente de los hudíes, reyes de la Taifa de Zaragoza, del valí almorávide Yahya ben Ganiya, de Abd al-Mumin y de Muhammad ben Alí al-Kumí.

### Control de Murcia
En 1159 Muhammad ibn Mardanish, el "Rey Lobo", incorporó Jaén a su extensa Taifa de Murcia, sucediéndole en el gobierno de la taifa de Jaén Ibraim ben Ahmed ben Mufarach ben Hamuskh. Finalmente, pasó a manos de los almohades.

## Terceros reinos de taifas
Tras la derrota en la Batalla de Las Navas de Tolosa (1212) el poder almohade en la península quedó muy debilitado y su dominio pasó a ser puramente teórico, proliferando nuevas taifas que se declararían independientes. 
Desde 1224 a 1226, Jaén estuvo bajo control de la Taifa de Arjona, con capital en Jaén.[cita requerida] Con el avance del Reino de Castilla y tras varios intentos de conquista por parte de Fernando III de Castilla, con el objetivo de consolidar su reino, Alhamar rindió vasallaje a dicho rey castellano y le entregó la ciudad de Jaén en 1246 (Pacto de Jaén), formándose el reino de Jaén, como territorio de la Corona de Castilla. Por su parte Alhamar creó el Reino nazarí de Granada.